# Efraim Medina Reyes
Efraim Medina Reyes (Cartagena das Índias, 1967) é um escritor colombiano.

## Biografia
Foi influenciado pelo cinema estadunidense, pelo jazz e pelo também escritor colombiano Andrés Caicedo. Em 1984, abandonou a faculdade de medicina para dedicar-se ao futebol de praia. Fez sua estréia literária em 1988 com o romance Seis Informes. Em 1995, foi premiado pelo seu livro de contos Cine Árbol. Em 2003, publicou o romance Era uma vez o amor, mas tive que matá-lo. Também publicou os romances Sexualidade da Pantera Cor-de-Rosa, Técnicas de masturbação entre Batman e Robin; o livro de textos e poemas Pistoleiros/ Putas e Dementes (Greatest Hits); o romance infanto-juvenil Sarah e as baleias e Viajando através do tempo. Já anunciou a publicação de seus próximos três livros: os romances A melhor coisa que nunca terás e Os infiéis e o livro de contos e poemas Bluesman. Seus livros foram publicados em quase toda América Latina, Alemanha, Espanha e Itália. Ainda escreve para as revistas Soho, da Colômbia; Internazionale, da Itália e também já escreveu para a revista Trip, do Brasil. É considerado o menino prodígio da nova literatura colombiana e se auto-intitula "o mais importante e original dos escritores colombianos". Atualmente vive em Bogotá.

### Outras atividades
Além da literatura, Medina Reyes já dirigiu filmes para o cinema: Três horas olhando para um chimpanzé e Isso não me infla a banana. Em 1980, tornou-se lutador de boxe tendo participado de 14 lutas e perdido todas. Em 1989,fundou uma empresa chamada Fracaso Ltda cujo slogan era "Aonde seja necessário um fracasso, ali estaremos".  Também é baixista e compositor de todas as canções da banda de rock colombiana 7 Torpes, com a qual está para lançar o CD Álbum de grandes fracasos.

## Livros publicados

### Romance
- Seis Informes - 1988
- Era uma vez o amor, mas tive que matá-lo - 2003*
- Sexualidade da Pantera Cor-de-Rosa - ?
- Técnicas de masturbação entre Batman e Robin - ?*
- Chupa Nena, mas devagar - ?

* publicados no Brasil

### Contos
- Cine Árbol - 1995

### Textos e Poemas
- Pistoleiros/ Putas e Dementes (Greatest Hits) - ?

### Literatura Infanto-Juvenil
- Sarah e as baleias - ?

### Outros
- Viajando através do tempo - ?

## Livros a publicar

### Romance
- A melhor coisa que nunca terás
- Os infiéis

### Contos e Poemas
- Bluesman

## Livros premiados
- Cine Árbol: Prêmio Nacional do Conto do Ministério da Cultura da Colômbia - 1995
- Era uma vez o amor, mas tive que matá-lo: Prêmio Nacional de Novela do Ministério da Cultura da Colômbia - 1997

## Filmografia

### Como diretor
- Três horas olhando para um chimpanzé - ?
- Isso não me infla a banana - ?

## Discografia

### 7 Torpes
- Álbum de grandes fracasos - a lançar